# Yves Jouffa
Pour les articles homonymes, voir Jouffa.
Yves Jouffa, né le 20 janvier 1920 à Paris et mort le 13 janvier 1999 dans la même ville, est un militant des droits de l'homme, résistant, avocat engagé en politique,.
La vie et la carrière d'Yves Jouffa sont marquées par ses origines juives et ses convictions laïques, par les compétences juridiques qu'il a tôt acquises et par la constance d'un militantisme de gauche, longtemps « dissident » par rapport aux grands partis, qui le porta, de 1984 à 1991, à la présidence de la Ligue française pour la défense des droits de l'homme et du citoyen.

## Biographie
Son père Yankel était né à Jitomir en Ukraine, alors Russie ; sa mère Rebecca en Roumanie.
Né en 1920, Yves Jouffa adhère à 16 ans aux Jeunesses socialistes et devient, deux ans après, l'un des dirigeants des Étudiants socialistes de Paris. Il milite ensuite au Parti socialiste ouvrier et paysan.
Il est mobilisé en juin 1940, démobilisé en août puis affecté aux chantiers de jeunesse, créés par le gouvernement de Vichy. Arrêté le 20 août 1941 par des policiers français lors de l'une des premières rafles de Juifs opérées dans Paris, il est incarcéré au camp de Drancy jusqu'au 14 septembre 1942. Réfractaire au STO, il passe dans la clandestinité et rejoint la résistance : il s'engage dans les FFI et prend part aux combats pour la libération de la Normandie.
Dès la fin de la guerre, il reprend ses activités militantes et devient, en 1957, l'un des fondateurs de l'Union de la gauche socialiste (UGS) puis du Parti socialiste unifié (PSU) en 1960, qu'il quitte le 25 septembre 1967 pour créer, avec d'autres, l'Union des groupes et clubs socialistes (UGCS). Il en est cependant exclu, en même temps que Jean-Pierre Biondi et Gilles Desson, du fait de son opposition à la fusion de l'UGCS avec la SFIO pour créer un "nouveau" Parti socialiste.
Parallèlement à ses activités politiques, il poursuit sa carrière d'avocat et plaide devant les tribunaux algériens. Avocat politique, il défend notamment les membres du Mouvement national algérien (MNA). Spécialiste du droit de la construction, il est également membre de la commission de la procédure pénale et du conseil de l'Ordre des avocats au barreau de Paris.
Membre puis vice-président de la Ligue des droits de l'homme, il en devient le président en 1984. Sous sa houlette, la Ligue s'engage notamment en faveur du droit de vote, aux élections locales, des résidents étrangers non communautaires. En 1988, il devient expert de la Fédération internationale des droits de l'homme, membre de la Commission nationale consultative des droits de l'homme auprès du premier ministre et vice-président de Droit et démocratie.
Outre ces différentes activités, Yves Jouffa publie de nombreux articles et collabore à plusieurs revues dont Hommes et liberté. Il a été un des témoins de l'accusation lors des procès de Klaus Barbie et de Maurice Papon, sous forme d'enregistrement du procès Barbie pour le second procès, Yves Jouffa étant alors gravement malade.
Il meurt le 13 janvier 1999 à l'âge de 78 ans, à Paris, et est inhumé au cimetière du Montparnasse (division 2) dans la même ville.
Il est le père du journaliste François Jouffa.